# 長澤美樹
長澤美樹（日语：／ Nagasawa Miki，1970年7月11日—），日本女性配音員、舞台演員、廣播主持人。出生於北海道帶廣市，福島縣郡山市出身、成長。身高158cm。A型血。原屬東京俳優生活協同組合（簡稱俳協），現所屬Atomic Monkey（名譽會長），劇團HEROHERO-Q公司團員。

## 來歷
長澤從小學時期受到小說《飄》衍生電影和漫畫作品的影響下，自己開始嘗試寫小說。高中3年級的秋天，她決定以播音員為職志，但是到了最後選擇走上聲優之路。
決定要當聲優的她去購買了動畫雑誌， 並申請了翻開雜誌最先看到的勝田聲優學院的報名書。結果寄來的報名書被大雨淋得溼透，她認為這是讓自己「不要當聲優」的意思而一度放棄。但是由於勝田聲優學院人員的過失，她又再次收到了報名書，因此覺得「果然命運還是要讓我成為聲優的」。
其後，長澤從福島前往東京發展，在預備學校和聲優培訓學校通學期間，與同樣也是新人的同行關智一開始交際認識。但是在短暫的時間內結束，不過在這之後2人經常在廣播節目和動畫作品一起合作。並與同樣是俳協出身的其他聲優一起成立新的聲優經紀公司Atomic Monkey和舞台劇團「劇團HEROHERO-Q公司 （页面存档备份，存于）」。
長澤在養成學校時期的聲優出道作是廣播劇CD《伊卡洛斯之翼》的乙女（石像）。動畫則是《麵包超人》的蠟筆人。
1995年，長澤因聲演電視動畫《新世紀福音戰士》角色伊吹摩耶、OVA《非常偶像Key》角色厨川櫻使她自己的知名度大幅提升，翌年1996年播出的電視動畫《勇者指令》角色砲星人是長澤在勇者系列中第一位聲演男性勇者的女性聲優（也是在男性勇者的聲優陣當中唯一的女性，《勇者王FINAL》女性勇者光龍·闇龍·天龍神則由女性聲優擔任〈擔任的聲優是田村由香里〉）。
1997年的深夜電視動畫《吸血姬美夕》主角美夕是長澤第一次聲演主角的作品。
翌年1998年起，長澤在自己的動畫出道作《麵包超人》為次要角色奶油麵包小弟獻聲，從此成為她的長壽動畫代表作品之一。

## 人物、逸事
出道以來大多聲演個性直爽坦率的女性、活潑的少年，但偶爾也會飾演像大人般的「傲嬌」女性。
從小很就喜歡動畫《機動戰士鋼彈》，因此她的夢想是當太空人前往宇宙。並決定以同名作品的主角阿姆羅·雷作為將來有小孩時要取的名字，叫「阿姆羅和雷」，結果被周圍的人反對。之後安室奈美惠出道之際，長澤自知之明地想著「被搶先一步了」。
和別人打招呼時，依照自己的慣例會先說「!!」。而「!!」這句話的由來是長澤她在做咖哩飯時，為自己做的咖哩取名叫。
19歳的時候，和雙人搞笑藝人團體倫敦靴子的田村淳是義大利主題餐廳的打工同事（田村則負責調理）。
在她自己的配音作品中，與《新世紀福音戰士》的伊吹摩耶、《悠久幻想曲》的帕媞·索爾這2個角色的生日都是在同一天。

## 演出
粗體字表示主要角色。

### 電視動畫
1994年
- 麵包超人（貓美、蠟筆人）

1995年
- 新世紀福音戰士（伊吹摩耶）
- 墮落三人組 楠屋敷的咕嚕咕嚕大人（日语：ズッコケ三人組#『ズッコケ三人組 楠屋敷のグルグル様』）（榎本由美子）
- 麵包超人（繡球花姊姊〈初代〉）

1996年
- 機動新世紀鋼彈X（帕菈·席司）
- 機動戰艦撫子號（真木泉）
- 鬼太郎 (第4作)（茜）
- 勇者指令達古王（戶部真理亞、鋼基度）

1997年
- 吸血姬美夕（美夕）
- 麵包超人（極光公主〈初代〉、胡桃妹妹〈初代〉）
- 超魔神英雄傳（芬）

1998年
- 秋葉原電腦組（泉岳寺鷗）
- 快傑蒸氣偵探團 TV ANIMATION SERIES（蘭蘭）
- 星際牛仔（茱蒂、小孩）
- 蠟筆小新（三步）
- 超級娃娃戰士★莉卡（蕗谷友則〈初代〉）
- 麵包超人（1998年—，奶油麵包小弟）
- 槍神Trigun（蜜雪兒）
- 女棒甲子園（早川涼[8]）
- 桃色姊妹花（日语：ももいろシスターズ）（巧野理華）

1999年
- 麻辣教師GTO（木崎瞳）
- 星方天使（潔西亞）
- 六翼天使之聲（日语：セラフィムコール）（村雨紫苑）
- 裝甲救助部隊Restol（日语：装甲救助部隊レストル）（歐敏·如月）
- 神奇寶貝（敦美）

2000年
- 捍衛者（落合惠子[9]）
- 幽浮寶貝（嘉雯）
- BOYS BE…（風間有美）
- 名偵探柯南（2000～2018，下笠美奈穗、沖野洋子〈第2代〉）
- 女神候補生（基娜·涂利克）
- 怪獸農場 ～傳說之路～（日语：モンスターファーム (アニメ)）（波瓦遜）
- 純情房東俏房客（青山鶴子）
- 真·女神轉生 惡魔之子（派蒙）

2001年
- 足球小將翼 (平成版)（大川學、立花和夫〈少年時期〉）
- 幻影天使（草摩夾的母親）
- RUN=DIM（柔未來）
- 聖石小子（羅莎·素普拉修）

2002年
- 奇鋼仙女樓蘭（日语：奇鋼仙女ロウラン）（淺海翔）
- 陸上防衛隊（三島籬[10]）
- ONE PIECE（拉紗）

2003年
- 四聖獸 ～聖獸降臨編～（白蛇的夏樹）
- 麵包超人（可憐）
- （女孩子A、小孩3、女官B、小鹿、又吉、次女、琴）

2004年
- 頭文字D Fourth Stage（奈保）
- 今日大魔王！（萊拉）
- 舞-HiME（玖我紗江子）
- MEZZO（日语：MEZZO -メゾ-）（櫻田櫻）

2005年
- 外道少女隊（日语：あかほり外道アワーらぶげ）（長澤美樹）
- 天使心（女將A）
- 巖窟王（女記者）
- 麵包超人（〈第2代〉）
- B傳說！戰鬥彈珠人 炎魂（キク）
- 雪之女王（艾摩爾）

2006年
- 天使心（泉）
- 新宇宙飛龍 LEGEND OF DAIKU-MARYU（雷貝卡·卡特利奴）
- 金色琴弦 ～primo passo～（日野香穗子的姊姊）
- 人造昆蟲KABUTOBORG V×V（薰）
- 超級機器人大戰 -Divine Wars-（日语：スーパーロボット大戦OG -ディバイン・ウォーズ-）（絲蕾·普雷斯提）
- ZEGAPAIN（沙拉）
- 火影忍者（朱鷺）
- 怪醫黑傑克21（西川史子[11]）
- BLACK LAGOON The Second Barrage（珍〈珍妮特·哈伊〉）
- 怪傑佐羅利（佳代）
- 妖怪人間貝姆 -HUMANOID MONSTER BEM-（海堂海）
- 吉宗（日语：吉宗 (パチスロ)#アニメ版）（紫的媽媽）

2007年
- 機神大戰（辛西雅·霍爾拜因）
- 戀愛天使安琪莉可 ～光輝的明天～（瑞秋）
- 死亡筆記本（溫蒂）
- 幸運☆星（星井拉美加）

2008年
- RD 潛腦調査室（秘書）
- 死後文（社員）
- 秘密 ～The Revelation～（蜂谷美雪）
- 波菲的漫長旅程（蘿絲）
- 魍魉之匣（小泉珠代）
- 藥師寺涼子怪奇事件簿（溝呂木喜久乃）

2009年
- 青色文學系列「跑吧！美樂斯」（編輯）
- 源氏物語千年紀 Genji（朧月夜[12]）
- （小玉、小花）

2010年
- 超級機械人大戰OG -The Inspector-（史瑞·普利斯提）
- 麵包超人（彩虹妖怪）
- Heartcatch 光之美少女！（酒井正人）

2011年
- 機動戰士鋼彈AGE（拉娜芭莉·馬多拿）

2012年
- 戰國Collection（管制官）
- 夏色奇蹟（花木優香的母親）
- HUNTER×HUNTER (新版)（巴士導遊、費婕[13]）

2013年
- IS〈Infinite Stratos〉2（黛渚子）
- 麵包超人（ぎんなんぼうや、母親）
- 哆啦A夢 (水田山葵版)（キィちゃん）

2014年
- 鋼彈創戰者TRY（響）
- 魔奇少年 The kingdom of magic（勒萊耶）
- ONE PIECE（薇卡）

2015年
- 麵包超人（洋蔥鬼〈第2代〉）

2016年
- 見習神仙 秘密的心靈（由拉〈代替〉）
- 蠟筆小新（阿龍）

2017年
- 舞動青春（峰房子）

2018年
- 刃牙 (第2作)（松本絹代）

2019年
- 輕觸小發明 PIKACHIN-KIT（日语：ポチっと発明 ピカちんキット）（霧隠彩子）

### 電影動畫
1997年
- 新世紀福音戰士劇場版：Air/真心為你（伊吹摩耶）
- 新世紀福音戰士劇場版：死與新生（伊吹摩耶）

1998年
- 機動戰艦撫子號 -The prince of darkness-（真木泉）
- 麵包超人系列（1998年—，奶油麵包小弟）[注 1]
- MAZE☆爆熱時空：天變威脅的大巨人（ユン·デル）

1999年
- 劇場版 秋葉原電腦組：2011年的暑假（泉岳寺鷗）

2001年
- 劇場版 星際牛仔：天國之門（茱蒂）

2002年
- 極速戰警eX-D the movie（日语：エクスドライバー）（野理沙）

2007年
- 劇場版 Yes！光之美少女5：鏡之國的奇蹟大冒險！（闇之火天使）
- 福音戰士新劇場版：序（伊吹摩耶[14]）

2009年
- 福音戰士新劇場版：破（伊吹摩耶）

2012年
- 福音戰士新劇場版：Q（伊吹摩耶[15]）

### OVA
1994年
- 非常偶像Key（厨川櫻、壽彥）
- 幽幻怪社（女店員）
- （巴拉剛）
- （巴拉剛）

1995年
- 彌涅耳瓦公主（火のプレシジョン）
- 玩偶遊戲（五味真一）

1996年
- 地獄堂靈界通信（日语：地獄堂霊界通信）（新島良次）
- （巴拉剛）
- （巴拉剛）

1997年
- AIKa（黃金黛莫〈薩尼雅〉）
- 勇者指令達古王 水晶之眼的少年（戶部真理亞）

1998年
- 青之6號（穆媞歐[16]）
- 魍魎游擊隊（成澤步美）
- 真蓋特機器人 世界最後之日（早乙女滿）

1999年
- 怪醫黑傑克（羅倫斯、女子播音員）

2000年
- 極速戰警eX-D（日语：エクスドライバー）（野理沙）
- 快打旋風ZERO -THE ANIMATION-（千歲）

2001年
- 安琪莉可 ～從聖地獻上愛～（日语：アンジェリーク トロワ）（新宇宙女王補佐官瑞秋）
- 純情房東俏房客（青山鶴子）

2002年
- 捍衛者21（秘書）
- 橫濱購物紀行 -Quiet Country Cafe-（真月）

2003年
- 羔羊之歌（愛美、護理人員）

2004年
- 機動戰士鋼彈 MS IGLOO（莫妮奎·嘉蒂拉克）

2006年
- 名偵探柯南 追蹤消失的鑽石 柯南、平次vs基德（沖野洋子）

2011年
- 名偵探柯南 MAGIC FILE2011 新潟～東京 禮物狂想曲[[[Wikipedia:格式手册/链接#章節|錨點失效]]]（沖野洋子）

### 網路動畫
2024年
- 奇奇暑假日記（奶奶[17]）

### 遊戲
1993年
- 秘密的花園（日语：秘密の花園 (ゲーム)）（佐久間怜子）

1994年
- BATTLE FANTASY（日语：BATTLE FANTASY）（沙拉、奧爾蒂）

1996年
- 安琪莉可Special2（日语：アンジェリークSpecial2）（瑞秋）
- 新世紀福音戰士（伊吹摩耶）[注 2]

1997年
- 機戰傭兵PROJECT PHANTASMA（日语：アーマード・コア プロジェクトファンタズマ）（蘇米卡·尤蒂萊寧）
- 机动战士GUNDAM外传 THE BLUE DESTINY（北村莫琳）
- 黑之劍 -Blade of the Darkness-（莉露）
- 新世紀福音戰士：鋼鐵戀人（伊吹摩耶）
- 蒼穹紅蓮隊 黃武出撃（鴻巢千尋〈接線員〉）
- PANIC CHAN 驚慌失措（日语：ぱにっくちゃん）
- BULK SLASH（日语：バルクスラッシュ）（利昂·羅德斯）
- 悠久幻想曲（日语：悠久幻想曲）（帕媞·索爾）

1998年
- 安琪莉可 天空的鎮魂歌（日语：アンジェリーク 天空の鎮魂歌）（瑞秋）
- SD鋼彈 G世代（北村莫琳）
- 瑪莉的鍊金工房 ～薩爾博格之鍊金術士2～（艾菲璐·戴拉姆〈艾莉〉）
- 孃樣特急（日语：お嬢様特急）（山口星奈）
- 快速天使（絢音）
- JoJo的奇妙冒險（蜜特拉、死神13）
- 精靈召喚 ～Princess of Darkness～（日语：精霊召喚 〜プリンセス オブ ダークネス〜）（普莉姆）
- 戰國美少女繪卷 斬斷雲空!!（猿飛加乃）
- DEBUT21（日语：誕生 〜Debut〜）（澤田百合）
- 超剛戰紀機界王（日语：超鋼戦紀キカイオー）（桂、對戰中接線員的音源）
- 聖龍戰記2（雷妮）
- 慟哭 然後…（日语：慟哭 そして…）（笹本梨代）
- Prism Court（日语：プリズムコート）（京極夏樹）
- （龍崎沙羅&沙希）
- 純愛騎士（日语：みつめてナイト）（黛蒂·阿德蕾特）

1999年
- 有朝一日到重疊的未來（日语：いつか、重なりあう未来へ）（卡拉米媞·福瑟特）
- SD鋼彈 G世代 ZERO（北村莫琳）
- Captain Love（日语：キャプテン・ラヴ）（泉世津子）
- 後夜祭（日语：後夜祭）（細川郁美）
- JoJo的奇妙冒險 未來的遺產（蜜特拉、瑪拉雅、死神13）
- 新世紀福音戰士（伊吹摩耶）
- 新世紀福音戰士 打字E計劃（日语：新世紀エヴァンゲリオン タイピング-E計画）（伊吹摩耶）
- 戰國美少女繪卷 斬斷雲空!! ～春風之章～（加乃）
- Sonata（CL2-IZUMI、鶴舞泉）
- 真愛故事2（日语：トゥルー・ラブストーリー#トゥルーラブストーリー2）（澤田璃未）
- 超時空要塞 VF-X2（日语：マクロス VF-X2）（艾美·克羅克斯）
- （御所颯姬）

2000年
- 安琪莉可 -三重奏-（日语：アンジェリーク トロワ）（瑞秋）
- SD鋼彈 G世代-F（北村莫琳、帕菈·席斯、席絲·米特薇爾）
- 高2→將軍（日语：高2→将軍）（綾城美穗）
- BLOOD THE LAST VAMPIRE（瑠璃亞）

2001年
- 超時空之旅NEOS（日语：エクソダスギルティー）（拉萊拉）
- SD鋼彈 G世代-F.I.F（北村莫琳、帕菈·席斯、席絲·米特薇爾）
- 火焰聖母 ～The Virgin on Megiddo～（日语：火焔聖母 〜The Virgin on Megiddo〜）（秋村湖希）
- CAPCOM VS. SNK 2 MILLIONAIRE FIGHTING 2001（日语：CAPCOM VS. SNK 2 MILLIONAIRE FIGHTING 2001）（倩咪（日语：キャミィ）、源柳齋真紀）
- 超級機器人大戰α外傳（帕菈·席斯）
- 最终幻想X（謝琳達）

2002年
- 超級機器人大戰IMPACT（日语：スーパーロボット大戦IMPACT）（真木泉）
- 幻想傳奇 Vol.1（日语：テイルズ オブ ファンダム Vol.1）（普莉姆拉·洛索）
- 劍芒羅曼史II -尋找銀色彩虹-（日语：ロマンスは剣の輝きII）（莉娜·卡麥因）

2003年
- 安琪莉可 Etoile（日语：アンジェリーク エトワール）（瑞秋）
- 神魔預言錄（日语：ヴィーナス&ブレイブス〜魔女と女神と滅びの予言〜）（尤瑪）
- 新世紀福音戰士：鋼鐵戀人2nd（伊吹摩耶）
- 新世紀福音戰士2（伊吹摩耶、鈴原夏美）
- 第2次超級機器人大戰α（絲蕾·普雷斯提）
- 最终幻想X-2（謝琳達）

2004年
- 機戰傭兵CORE NEXUS（日语：アーマード・コア ネクサス）（蘇米卡·尤蒂萊寧）
- 闇影之心II（凱倫·凱尼希）
- 超級機器人大戰MX（真木泉、伊吹摩耶）

2005年
- 星際牛仔 追憶的夜曲（茱蒂）
- GENJI（日语：GENJI）（九妖）
- 超級機器人大戰MX 攜帶版（真木泉、伊吹摩耶）
- 第3次超級機器人大戰α 終焉之銀河（絲蕾·普雷斯提）
- Little Aid（日语：Little Aid）（西村明）

2006年
- 高機動交響曲GPO 青之章～將信送到光之海～（篠山瀨利惠）
- 新世紀福音戰士機密檔案（日语：シークレット オブ エヴァンゲリオン）（伊吹摩耶）
- 新世紀福音戰士2 被創造的世界（伊吹摩耶、鈴原東次的妹妹）
- ZEGAPAIN XOR（日语：ゼーガペイン (テレビゲーム)）（莎拉）
- BLOOD THE LAST VAMPIRE (PSP版)（瑠璃亞）

2007年
- SD鋼彈 G世代 SPIRITS（北村莫琳、莫尼克·加蒂拉克）
- 新世紀福音戰士機密檔案 攜帶版（日语：シークレット オブ エヴァンゲリオン）（伊吹摩耶）
- 超級機器人大戰OG ORIGINAL GENERATIONS（絲蕾·普雷斯提）
- 超級機器人大戰OG外傳（絲蕾·普雷斯提）

2008年
- 紅綫 DS（田所麻美）
- 機動戰士鋼彈 基連的野望 阿克西斯的威脅（日语：機動戦士ガンダム ギレンの野望 アクシズの脅威）（莫尼克·加蒂拉克）
- 超級機器人大戰A PORTABLE（真木泉）
- 超級機器人大戰Z（帕菈·席斯）
- 宵星傳奇（索迪亞、德洛瓦特）

2009年
- 機動戰士鋼彈 基連的野望 阿克西斯的威脅V（日语：機動戦士ガンダム ギレンの野望 アクシズの脅威）（莫尼克·加蒂拉克）

2010年
- 鋼彈突擊求生戰（日语：ガンダムアサルトサヴァイブ）（北村莫琳）
- 機動戰士鋼彈 極限VS.（日语：機動戦士ガンダム エクストリームバーサス）（北村莫琳）

2011年
- SD鋼彈 G世代 WORLD（帕菈·席斯、席絲·米特薇爾、莫尼克·加蒂拉克）
- 機動戰士鋼彈 新基連的野望（日语：機動戦士ガンダム 新ギレンの野望）（莫尼克·加蒂拉克）

2012年
- 鍊金術士艾可蘿妮 ～Dear for Otomate～（日语：エルクローネのアトリエ 〜Dear for Otomate〜）（艾菲璐·戴拉姆〈艾莉〉[18]）
- 第2次超級機器人大戰Z 再世篇（帕菈·席斯）

2014年
- 我家公主最可愛（天光龍姬 露米納斯·龍尼亞、天闇龍姬 凱歐斯·龍尼亞）

2015年
- 超級機器人大戰BX（真木泉）
- 超級機器人大戰OG THE MOON DWELLERS（絲蕾·普雷斯提）
- 第3次超級機器人大戰Z 天獄篇（帕菈·席斯）

2017年
- 超級機器人大戰V（真木泉）

2019年
- 奈爾克與傳說之鍊金術士們 ～新大地之鍊金工房～（艾菲璐·戴拉姆〈艾莉〉[19]）

2023年
- 崩壞：星穹鐵道 （帕姆）

2024年
- 明日方舟  (阿斯卡纶)

### 外語配音

#### 電影
- 感官吸引力4（英语：Body Chemistry IV: Full Exposure）（蓮恩·米謝爾）※VHS版。
- 情人節殺手（英语：Lovers Lane (1999 film)）（克蘿伊·格雷夫〈莎拉·蘭卡斯特（英语：Sarah Lancaster））※VHS版。
- 唯舞獨尊（英语：Make It Happen (film)）（勞林·柯克〈瑪麗·伊莉莎白·文斯蒂德〉）※DVD版。
- 鬼擋路5（英语：Wrong Turn 5: Bloodlines）（安潔拉·卡特治安官〈卡米拉·阿弗韋臣（英语：Camilla Arfwedson）〉）※DVD版。

#### 電視影集
- 星際牛仔（茱蒂[20]）

#### 動畫
- 大力士（英语：Hercules (1998 TV series)）（女性）
- 裝甲救助部隊（英语：Restol, The Special Rescue Squad）（御閔·如月〈金慧美〉）

### 特攝影集
1993年
- 特搜機器人Janperson（機器人的配音）

1994年
- Blue SWAT（飾演電視記者）

1996年
- 激走戰隊車連者（席格耶的配音）

### 真人電影
- Wonderful World（日语：Wonderful World (映画)）（2010年）－南智子

### 廣播劇CD
- 廣播劇CD『Anime店長（日语：アニメ店長）』系列（星井拉美加）
- 鍊金術士艾莉2相關（艾菲璐·戴拉姆〈艾莉〉）
  - 廣播劇CD 鍊金術士艾莉2 (1)
  - 廣播劇CD 鍊金術士艾莉2 (2)
  - 鍊金術士艾莉 Voice Cillection
  - 熱情CD書Vol.6 鍊金術士艾莉2
- 希臘·羅馬2《伊卡洛斯之翼》的（石像（乙女））
- 1999 花與夢原創廣播劇CD『幻影天使』（草摩紅葉）
- Weiß kreuz Dramatic Image Album（北川由美）
- 雛鳥之囀with殻中的小鳥（日语：雛鳥の囀with殻の中の小鳥） 廣播劇CD（克雷雅·巴頓）
- KIRAI（遠藤的女友）
- 銀河Roid Cosmo X（日语：銀河ロイド コスモX） IN Hero X Line（日语：ヒーロークロスライン） 廣播劇CD（三之輪涼子）
- 廣播劇CD『Good Morning 老師（日语：Good Morning ティーチャー）』（海野綾）
- 萬有引力廣播劇CD系列（瑞吉）
- 說聲對不起（阿見）
- 『SKIP BEAT！華麗的挑戰』廣播劇CD（最上恭子）
- 快打旋風ZERO2外傳 最危險的女高中生·櫻（惠）
- Sneaker CD Collection『罪人與龍共舞』（吉薇妮亞·羅雷佐）
- 世紀末理想美男子（日语：世紀末プライムミニスター）（長嶋美紀）
- sense off ～a scared story in the wind～（日语：Sense Off）（御陵透子）
- 太陽少女印加（日语：太陽の少女インカちゃん）（字）
- 廣播劇CD（佐倉繭理）
- 『星空學園』廣播劇CD（宮本靜久）
- 百歌聲爛 -女性聲優篇III-
- 『Fight ～conte～』（與冰上恭子共演的廣播劇CD）
- 『夢幻遊戲 玄武開傳』系列（女）
- 女棒甲子園 CD廣播劇 燃燒對決！赤裸裸的9人（早川涼[21]）
- 摩斯拉'61（小美人）
- 勇者指令達古王系列（戶部真理亞）
  - ～1～「選激突！」
  - ～2～「B級宇宙人十番勝負」
  - ～3～「山海高校～湯美少女失事件」
  - CD1 ～春～
  - CD2 ～夏～
  - CD3 ～秋～
  - CD4 ～冬…～
  - 2 ～～
- 『我很喜歡』
- ONE～光輝的季節～（柚木詩子）

### 廣播節目
- 長澤美樹的Creator's Cafe（文化放送：1996年10月1日－1997年4月1日）
- （文化放送：1997年4月9日－10月1日）
- 智一、美樹的RADIO BIGBANG（日语：智一・美樹のラジオビッグバン）（文化放送：1998年4月11日－2014年9月28日）

### 廣播劇
- ！（三之輪涼子（日语：ALCBANE））[注 3]
- （飾演江古田）－在All-Night NIPPON Mobil（日语：オールナイトニッポンモバイル）的官方網站進行配信。
- 井上喜久子的After Radio（講談社、Afternonn KC祭公式官網·第5回：2010年3月6日嘉賓）
  - 在網路廣播一開始進行與『臨死!! 江古田』合作的「共演影片」（廣播劇+靜止畫）的配信。（飾演『臨死!! 江古田』的江古田 等）

### 舞台
- Q作品
  - Q 第28回公演（兼任原作&監製）[22]
  - LIZARD MAN ～Bitter Pain Dolls～[23]
- 長澤美樹Produce
- 新·幕末純情傳
- TRANS
- Beautiful Sunday（日语：ビューティフル・サンデー）
- 膠囊兵團（日语：カプセル兵団）
  - 「DUSTSHOOTERS」（2003年5月3日－5日）
  - 「DNA²」（2004年1月28日－2月1日）
  - 「DUSTSHOOTERS」（2013年2月28日－3月3日）

### 電視廣告
1993年
- JT HALFTiME 咖啡罐「完熟豆」

### 應用程式
2017年
- CoCoICHI Navi（伊吹摩耶）

## 腳註

## 外部連結
- 長澤美樹｜Atomic Monkey （页面存档备份，存于） （日語）
- 長澤美樹的X（前Twitter） （日語）
- mikimikidon的Instagram帳戶 （日語）